# Regulo Mujica Jerí Ochoa
Regulo Mujica Jerí Ochoa fue un político peruano. 
Fue elegido diputado por el departamento del Cusco en 1985 en las elecciones generales de ese año en las que salió elegido como presidente del Perú por primera vez Alan García Pérez.